# Jefferson (állam)
Jefferson egy tervezett állam az Amerikai Egyesült Államokban, amely Kalifornia északi és Oregon déli részeiből állt volna. Az állam, vagy egy független ország létrehozására több próbálkozás is történt.
Az ország történetében több terület is volt, amely fel akarta venni Thomas Jefferson, az Egyesült Államok harmadik elnökének nevét, ezek közül ez a leghíresebb. Jefferson, aki elindította a Lewis és Clark expedíciót a Csendes-óceán partjára 1803-ban, egy független országot akart létrehozni Észak-Amerika nyugati részén, Csendes-óceáni Köztársaság néven. Innen származik nevének kapcsolata a régióval. A függetlenségi mozgalom neve Cascadia.
A régió felöleli Kalifornia északi területének nagy részét, de nem tartozik alá San Francisco vagy a Bay Area más megyéi.
A Jefferson név más tervezett államokra is volt használva az idők során, mint a 19. századi Jefferson terület (nagyjából Colorado területe) és az 1915-ös javaslat, amelynek értelmében Texas legészakibb területe elszakadt volna az államtól.
Ha a javaslatot bármikor elfogadnák, az állam fővárosát alkotmányos folyamaton keresztül kellene eldönteni. Az eredeti, 1941-es javaslatban Yreka van megnevezve fővárosként, de Port Orford is a lehetséges jelöltek között volt. Azóta több város is szóba került, mint Redding. A város tanácsa 2013-ban 3–2 arányban elutasította a részvételt a függetlenségi mozgalomban.

## 20. század

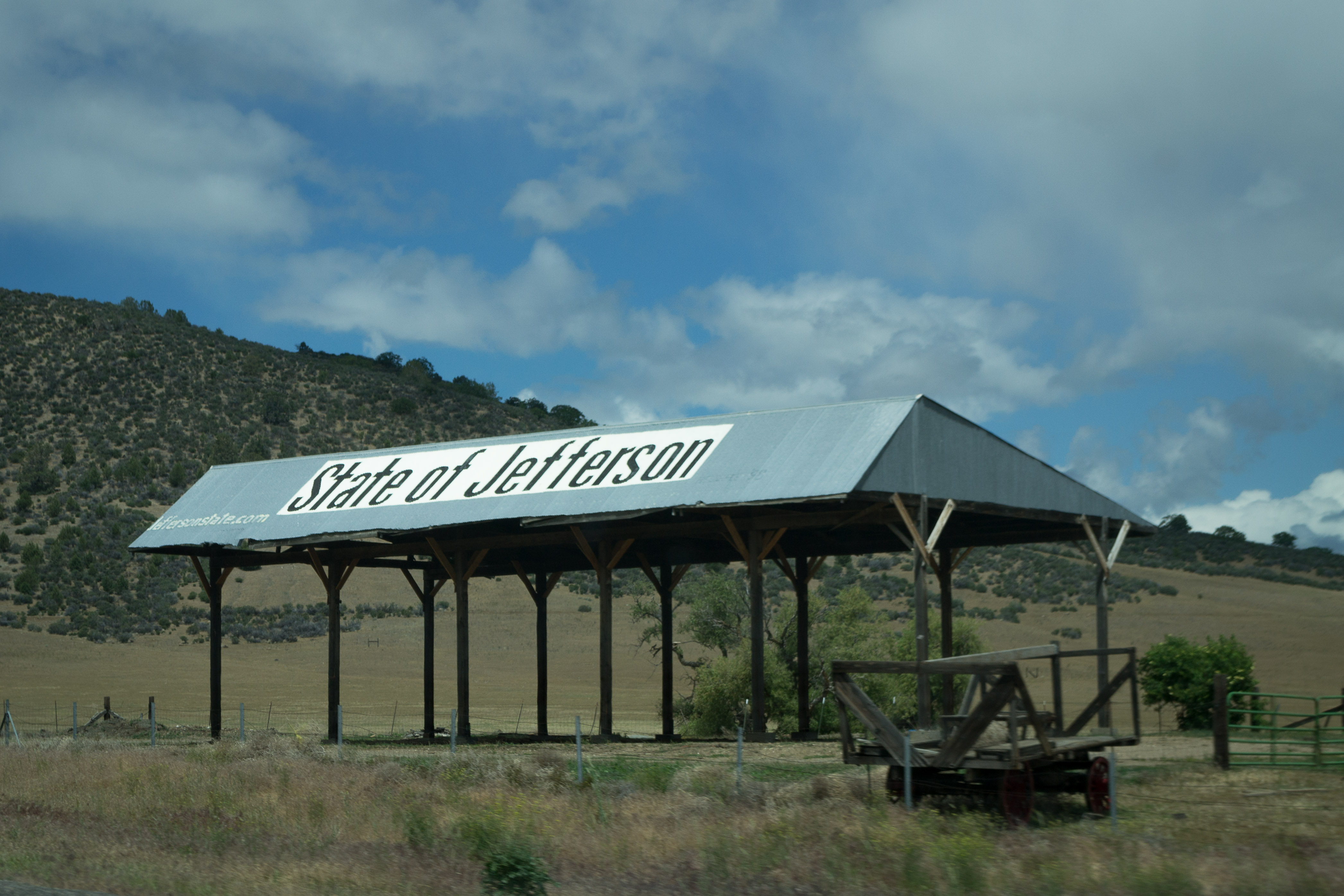
Egy Jefferson állama feliratú pavilon Yreka közelében

1941 októberében az oregoni Port Orford polgármestere, Gilbert Gable azt mondta, hogy Curry, Josephine, Jackson és Klamath megyéknek csatlakozniuk kéne a kaliforniai Del Norte, Siskiyou és Modoc megyékhez egy új állam létrehozásában, Jefferson néven.
Erre az motiválta, hogy úgy érezte nem kapnak elég képviseletet az állam vidéki területei az állami kormánytól, amelyek főként a népesebb területekre koncentráltak. Gilbert Gable-höz csatlakozott Randolph Collier Siskiyou szenátora is, akinek támogatásának következtében választották ki Yrekát, mint a főváros.
1941. november 27-én egy fiatal férfiakból álló csoport fegyvereket tartva megállították a forgalmat a Route 99 úton, Yrekától délre és kiosztottak papírokat, amelyen a Jefferson állam függetlenségi nyilatkozata szerepelt. Azt állították, hogy az állam egy „hazafias lázadás Kalifornia és Oregon államai ellen” és, hogy „minden csütörtökön elszakadnak amíg szükséges.”
A  mozgalomnak gyorsan vége lett, de csak azt követően, hogy John Leon Childs-t, Del Norte körzeti bíráját be nem iktatták, mint Jefferson állam kormányzója, 1941. december 4-én.
Az első nagy problémát az jelentette, hogy december 2-án elhunyt Gable, amelyet a Pearl Harbor-i támadás követett öt nappal később. Az új állam létrehozásáért küzdők is elkezdtek sokkal inkább a háborúra koncentrálni.
1989-ben a KSOR rádióállomás átnevezte magát Jefferson Public Radióra, azt követően, hogy rájöttek, hogy közvetítésük nagyjából azt a területet fedi le, amely megegyezik a tervezett Jefferson államéval.
1992-ben Stan Statham, a Kaliforniai állami gyűlés tagja szavazásra bocsátotta az állam félbeszakítását 31 megyében. Az összes megye, amely a Jefferson állam tagja lett volna, az indítvány mellett szavazott (Humboldt megye kivételével, amely nem szavazott). Az eredmények alapján Statham bemutatott egy javaslatot Kalifornia törvényhozásában, de a bizottságból se jutott ki.
Az 1990-es évek végén a mozgalom fő alakja a State of Jefferson Citizens Committee volt, amelyet még 1941-ben alapítottak. Brian Helsaple és Brian Petersen, a bizottság két tagja 2000-ben kiadta a Jefferson Saga című könyvet.

## 21. század
A tervezett államról megemlékezik a State of Jefferson Scenic Byway Yreka és O’Brien között, amely 175 km hosszan fut a Route 96 mellett. A Kalifornia–Oregon határnál találhatók információs táblák a Klamath-folyó partján a köztársaságról. Saját államaiktól különböző identitásuk még napjainkig is jelen van.
A 2020-as népszámlálás adatai szerint, ha az 1941-es javaslatban szereplő megyék állammá alakultak volna, 484727 ember lakna itt, amellyel népességet tekintve a legkisebb lenne. A lakosság 83%-a jelenlegi Oregonban él. A területe 55295,6 km2 lenne, amely kicsit kisebb, mint Nyugat-Virginia. A terület szinte pontosan fele származna mindkét államból. Népsűrűsége 8.76/km2 lenne, ami egy kicsivel több, mint Idaho. A modernebb Jefferson-mozgalmat figyelembe véve (az oregoni Coos, Douglas és Lake megyék, illetve a kaliforniai Humboldt, Trinity, Shasta, Lassen, Mendocino, Lake, Tehama, Plumas, Glenn, Butte, Colusa, Sierra, Sutter, Yuba, Nevada, Placer, El Dorado, Amador, Calaveras, Tuolumne, Stanislaus, Siskiyou és Mariposa megyék) a népesség 3138324 lenne, amivel az ország 33. legnépesebb állama lenne.

### Kalifornia elhagyását tervező megyék
2013. szeptember 3-án Siskiyou megye (Kalifornia) felügyelőtanácsa 4–1 arányban támogatta Kalifornia elhagyását, Jefferson állam megalapítására. Ehhez csatlakozott Modoc megye (szeptember 24.) és Glenn megye (2014. január 21.) felügyelőtanácsa is. 2014. április 15-én Yuba megye tanácsa is kifejezte támogatását a Kaliforniától való elszakadás mellett. Három hónappal később Tehama felügyelőtanácsa 5–0 arányban megszavazta az elszakadást, egy június 6-án végzett szavazás alapján, ahol a népesség 56%-a Jefferson megye megalapítását támogatta. 2014. július 22-én Sutter megye felügyelőtanácsa szintén ellenkezés nélkül megszavazta a petíciót, hogy elhagyják Kalifornia államát a megfelelő képviselet hiányában. 2015. március 3-án Lake megye 3–2 arányban támogatta azt, hogy a szavazó lakosság elé hozzák az elszakadás témáját, amelyhez március 17-én Lassen megye is csatlakozott. A Jefferson Declaration Committee legalább 12 megye támogatását próbálja megszerezni.
2014. október 24-én Modoc és Siskiyou megyék elküldték függetlenségi nyilatkozatukat a kaliforniai államtitkár irodájának. 2015. január 15-én Glenn, Tehama és Yuba is beadták nyilatkozatukat.
A mozgalom 2013-as újraéledése szinte teljesen Kaliforniában történt. Tagja az állam minden fontosabb területe a 39°-tól északra. Ugyan Oregonban is újra életre kelt a mozgalom kisebb közösségekben, egyetlen megye kormánya se fejezte ki támogatását a javaslat mellett. 2016. január 6-ig 21 kaliforniai megye küldte el függetlenségi nyilatkozatát vagy hagyta jóvá annak beküldését. A 21 megye lakossága a 2010-es népszámlálás idején 1747626 volt, amellyel Jefferson a 39. legnépesebb állam lenne.

### 2016-os elnökválasztás

A tervezett Jefferson állam választási eredményei a 2016-os elnökválasztáson

A 2016-os elnökválasztás során Kalifornia vidéki megyéinek nagy részét, amelyek Jefferson tagjai lennének, Donald Trump nyerte meg, míg Kalifornia másik részeiben váratlanul nagy sikert aratott Hillary Clinton, amely jól megmutatta a demográfiai és politikai különbséget Kalifornia és Jefferson állam között. Ugyan San Francisco-ban majdnem 80 ponttal verte Clinton Trumpot, Lassen megyében a későbbi elnök nyert, több, mint 50 ponttal. Trump megválasztását követően ismét felhívások születtek az elszakadásra, ezúttal Oregonban is, ahol Clinton kapta több szavazatot, de Trump nyerte a több megyét.
2017. május 8-án Jefferson állam Citizens for Fair Representation néven beperelte Alex Padillát, Kalifornia államtitkárát. A per alapján az 1862-es kaliforniai törvény, amely szerint nem lehet több, mint 40 szenátor és nem lehet több gyűléstag, mint 80, alkotmányellenes kiegyensúlyozatlansághoz vezet az állam képviseletében, amely az alkotmány 14. módosítása alapján. A célja az volt, hogy jobb képviselet legyen Kaliforniában és végül az, hogy létrehozhassák a független Jefferson államot. A bíróság elvetette az ügyet, amelyet fellebbeztek a kilencedik körzetben.

## Zászló és pecsét

Az állam zászlaja

A zászló alapja zöld, míg a közepén Jefferson állam pecsétje látható. A pecsét arany színű, amelyen körbe feketével a „Jefferson Állam Nagy Pecsétje” felirat látható. Középen pedig két X látható egymás mellett.
A két X duplakereszt néven ismert és a két régió állami kormányai által való „elhagyatottságának érzését” jelképezi, mind Dél-Oregonban és Észak-Kaliforniában.